# Zsa Zsa
Jelena Žnidarić, poznata pod umjetničkim imenom Zsa Zsa, (Pušćine, 9. lipnja 1994.) hrvatska je pop pjevačica. Popularnost je stekla glazbenim duetima s pjevačem Damirom Kedžom i pjevačicom Vannom tijekom 2017. godine. Živi u Pušćinama u blizini Čakovca.

## Karijera i život
U proljeće 2015. godine započela je natjecati se u televizijskom glazbenom showu X Factor Adria, koji se prikazivao u pet država, a u Hrvatskoj na RTL Televiziji. Tijekom emitiranja showa u audicijskom dijelu, ostvarila je četiri glasa podrške te je pripala timu Massima Savića, no nije doživjela nastavak natjecanja u emisijama uživo. Odmah nakon završetka glazbenog showa, članica žirija Aleksandra Kovač napisala je za nju njenu prvu pjesmu Živa sam.
Vlasnica je najemitiranije domaće pjesme Sve u meni se budi u 2017. godini. U 2018. godini postala je prvi izvođač pod okriljem nove diskografsko producentske kuće na hrvatskoj sceni Rubikon Sound Factory, iza koje stoji producent Bojan Šalamon - Shalla te kompozitor i tekstopisac brojnih uspješnih pop-hitova Ante Pecotić.
U mladosti, Jelena je osvojila drugo mjesto na 4. izboru hrvatskog predstavnika za dječju pjesmu eurovizije 2006. godine. Također, nastupila je i u glazbenom TV showu Z1 televizije "Kad narastem bit ću zvijezda" 2009. godine i glazbenoj rubrici mladih talenata u emisiji Dobro jutro, Hrvatska u kojoj je skladatelj, glazbeni producent i utemeljitelj djevojačkoga zbora Zvjezdice Zdravko Šljivac predstavljao najbolje hrvatske talente.

## Objavljeni singlovi
- 2020. Ova ljubav - u suradnji s Hiljson Mandela (treper Kuku$)

- 2019.

Sve što hoću
Zarobljena
- 2018. Pruži mi ruku

- 2017.

Kada budemo sami
Sve u meni se budi - u suradnji s Damirom Kedžom
Tragom tvojih tragova - u suradnji s Vannom
- 2015. Živa sam

## Nagrade, nominacije i priznanja
- Pobjeda na 64. Zagrebačkom festivalu sa skladbom Sve u meni se budi.[6]
- Hit godine Hrvatske diskografske udruge u 2017. godine za skladbu Sve u meni se budi.[7]
- Nominacija za glazbenu nagradu Cesarica 2017. godine - hit godine za skladbu Sve u meni se budi.
- Nominacija za Porin 2017. godine - najbolje vokalne suradnje: Zsa Zsa i Damir Kedžo za skladbu Sve u meni se budi.
- Pobjeda u 1. sezoni reality showa Masked Singer u Hrvatskoj, nagrada za prvu hrvatsku maskiranu zvijezdu (maska: Meduza)

## Filmografija

### Sinkronizacija
- "Trolovi 3: Bend na okupu" kao Velvet (2023.)
- "Playmobil Film" kao čarobna vila (2020.)
- "UglyDolls" kao Manda (2019.)

### Televizijske emisije
- "Masked Singer" kao Meduza (2022.)
- "Zvijezde pjevaju" kao mentorica (2023.)

## Vanjske poveznice
- Službena Facebook stranica